# Champagne, Charente-Maritime

Champagne este o comună în departamentul Charente-Maritime, Franța. În 1 ianuarie 2022 avea o populație de 637 de locuitori.